# Пижмо бальзамічне
{{#ifeq:0|0|{{#if:|{{#if:Tanacetumbalsamita|[[]}}|}}}}
Пижмо бальзамічне, канупер, канупер великий як Balsamita major (Tanacetum balsamita) — вид рослин з родини айстрових (Asteraceae), походженням із Західної Азії. Має використання в традиційній медицині.

## Опис
Багаторічна сильно ароматична трава 30–80(120) см заввишки. Стебло 1, прямостійне, у перерізі 5-гранне, волосисте, із залозками, просте або розгалужене. Листові пластини переважно від еліптичних до довгастих, 10–20 × 2–8 см, не перисто-лопатеві (іноді з 1–4+ бічними лопатями поблизу основ), як правило, сріблясто запушені (принаймні коли молоді), ± залозисті. Квіткових голів (3)10–60+, у щиткоподібних скупченнях. Язичкові квітки білі. Трубчасті квітки світло-жовті. Плоди 1.5–2 мм, 5–8-ребристі. 2n = 18, 54.

## Середовище проживання
Батьківщиною є Вірменія, Азербайджан, Грузія, пн.-зх. Іран, пн. Ірак, сх. Туреччина; вид інтродукований у багатьох країнах Європи (у т. ч. Україні); вид натуралізований в Аргентині, США, південній Канаді, Кіпрі, деяких країнах Європи (у т. ч. на півострові Крим).

## Історія
На території України кануфер як пряно-смакова рослина відома з XVI ст. і широко застосовувалася в традиційній кухні та народній медицині. Наші пращури надавали рослині магічної сили внаслідок її лікувальних властивостей. Кануфер має седативні, спазмолітичні, протисудомні, вітрогонні, дезінфікуючі, антигельмінтні властивості, стимулює виділення шлункового соку.
Важливе значення рослина займала у обрядових традиціях українського етносу: вважалася однією з головних рослин на Зелені свята разом з чебрецем, м’ятою, аїром та мелісою. Вважалося, що освячена зелень захищає родину, а пижмо оберігає від злих сил та наврочень.
Традиційно настій кануферу використовували також у садівництві у боротьбі з комахами-шкідниками. При цьому порошок абсолютно нешкідливий для людини та теплокровних тварин. Кануфер бальзамічний та його кулінарне використання були популярними у радянський період. 
Нині рослина на території України малопопулярна і практично зникла з традиційної кухні, внаслідок  заміни більш популярними та доступним спеціями. Майже зникла і традиція використання свіжого листя у кулінарних та обрядових практиках. Зникає рослина і з садів, тому знайти маточні кущі складно. Лише поодинокі ентузіасти, які усвідомлюють культурну цінність рослини, зберігають традиції її вирощування та використання.

## Кулінарне застосування
Для кулінарних цілей збирають нижнє листя без черешків, сушать у літній кухні чи на горищі при помірній температурі та хорошій вентиляції. Готову сировину розтирають у ступці та зберігають у герметично закритому темному посуді.
Рослину використовують у складі сухих пряно-ароматичних сумішей як добавку до салатів, для ароматизації рибних та інших страв та напоїв (узвару, квасу та компотів),приправляють солодкі страви, кондитерські вироби та використовують при виробництві сирів. На порошку кануфера настоюють рослинні олії, які набувають «бальзамічного аромату».
Свіже листя традиційно додавали в пиво та квас для надання пряного смаку, в соління, маринади грибів, при квашенні овочів та яблук, заварювали чай. Квіткові бруньки маринували.

## Лікувальні властивості
Застосовують у складі настоянок. Вважається, що настоянка з кануферу корисна при:
- дизентерії, кишкових коліках, спазмах, запорах;
- виразковій хворобі шлунку, кишечнику;
- гіпотонії, холецистити, гепатиті, ангіхоліті;
- розладах нервової системи, безсонні, занепаді сил;
- болісних менструаціях

Настоянки з кануферу використовують, як протигельмінтний та протимікробний засіб.

## Синонім
Таксон має такі синоніми:
Balsamita major Desf.
Balsamita suaveolens Pers.
Balsamita vulgaris Willd.
Chamaemelum balsamita (L.) E.H.L.Krause
Chrysanthemum balsamita (L.) Baill.
Chrysanthemum grande (L.) Hook.f.
Chrysanthemum grandiflorum (Desf.) Dum.Cours.
Chrysanthemum majus (Desf.) Asch.
Chrysanthemum tanacetifolium (Desr.) Dum.Cours.
Chrysanthemum tanacetum Vis.
Leucanthemum balsamita (L.) Over
Matricaria balsamita (L.) Desr.
Pyrethrum majus (Desf.) Tzvelev